# العلاقات الغرينادية اللاوسية
العلاقات الغرينادية اللاوسية هي العلاقات الثنائية التي تجمع بين غرينادا ولاوس.

## مقارنة بين البلدين
هذه مقارنة عامة ومرجعية للدولتين:
| وجه المقارنة                                              | غرينادا                                         | لاوس        |
| --------------------------------------------------------- | ----------------------------------------------- | ----------- |
| المساحة (كم2)                                             | 348                                             | 236.80 ألف  |
| عدد السكان (نسمة)                                         | 107.83 ألف                                      | 6.86 مليون  |
| الكثافة السكانية (ن./كم²)                                 | 30.99 ألف                                       | 28.97       |
| العاصمة                                                   | سانت جورجز                                      | فيينتيان    |
| اللغة الرسمية                                             | لغة إنجليزية، لغة غرينادا الكريولية الإنجليزية ‏ | اللغة اللاو |
| العملة                                                    | دولار شرق الكاريبي                              | كيب لاوي    |
| الناتج المحلي الإجمالي (بليون دولار)                      | 1.12 مليار                                      | 16.85 مليار |
| الناتج المحلي الإجمالي (تعادل القوة الشرائية) بليون دولار | 1.45 مليار                                      | 38.71 مليار |
| الناتج المحلي الإجمالي الاسمي للفرد دولار أمريكي          | 9.21 ألف                                        | 1.82 ألف    |
| الناتج المحلي الإجمالي للفرد دولار أمريكي                 | 12.43 ألف                                       |             |
| مؤشر التنمية البشرية                                      | 0.750                                           | 0.575       |
| رمز المكالمات الدولي                                      | +1473                                           | +856        |
| رمز الإنترنت                                              | .gd                                             | .la         |
| المنطقة الزمنية                                           | 00                                              | ت ع م+07:00 |

## منظمات دولية مشتركة
يشترك البلدان في عضوية مجموعة من المنظمات الدولية، منها:
| علم المنظمة | اسم المنظمة                        | تاريخ انضمام غرينادا | تاريخ انضمام لاوس |
| ----------- | ---------------------------------- | -------------------- | ----------------- |
|             | البنك الدولي للإنشاء والتعمير      | 27 أغسطس 1975        | 5 يوليو 1961      |
|             | يونسكو                             | 17 فبراير 1975       | 9 يوليو 1951      |
|             | وكالة ضمان الاستثمار متعدد الأطراف | 12 أبريل 1988        | 5 أبريل 2000      |
|             | مؤسسة التمويل الدولية              | 28 أغسطس 1975        | 29 يناير 1992     |
|             | منظمة الشرطة الجنائية الدولية      | ?                    | ?                 |
|             | الأمم المتحدة                      | 17 سبتمبر 1974       | 14 ديسمبر 1955    |
|             | مؤسسة التنمية الدولية              | 28 أغسطس 1975        | 28 أكتوبر 1963    |
|             | منظمة حظر الأسلحة الكيميائية       | ?                    | ?                 |